# Diospyros kupensis
Diospyros kupensis är en tvåhjärtbladig växtart som beskrevs av George Gosline. Diospyros kupensis ingår i släktet Diospyros och familjen Ebenaceae. Inga underarter finns listade i Catalogue of Life.